# Yanjing, Yunnan
Yanjing (kinesiska: Lao-ya-t’an, 盐井, 盐津县) är en häradshuvudort i Kina. Den ligger i provinsen Yunnan, i den sydvästra delen av landet, omkring 370 kilometer nordost om provinshuvudstaden Kunming. Antalet invånare är 369 881. Befolkningen består av 175 696 kvinnor och 194 185 män. Barn under 15 år utgör 24,0 %, vuxna 15-64 år 68 %, och äldre över 65 år 7,0 %.
Runt Yanjing är det ganska tätbefolkat, med 160 invånare per kvadratkilometer. Yanjing är det största samhället i trakten. I omgivningarna runt Yanjing växer i huvudsak blandskog.
Genomsnittlig årsnederbörd är 1 329 millimeter. Den regnigaste månaden är juli, med i genomsnitt 290 mm nederbörd, och den torraste är januari, med 17 mm nederbörd.